# Назинью, Флавиу
Фла́виу Бази́луа Жаси́нту Нази́нью (порт. Flávio Basilua Jacinto Nazinho; родился 20 июля 2003) — португальский футболист, левый защитник бельгийского клуба «Серкль Брюгге».

## Клубная карьера
Выступал за молодёжные команды «Браги» и «Спортинга». В марте 2021 года подписал свой первый профессиональный контракт со «Спортингом». 24 ноября 2021 года дебютировал в основном составе «Спортинга» в матче группового этапа Лиги чемпионов УЕФА против «Боруссии Дортмунд». 28 ноября 2021 года дебютировал в португальской Примейра-лиге в матче против «Тонделы».

## Карьера в сборной
Выступал за сборные Португалии до 16, до 18 и до 19 лет.